# Estación de Tortosa
Tortosa es una estación ferroviaria situada en la ciudad española de Tortosa, en la provincia de Tarragona, comunidad autónoma de Cataluña. La estación, de carácter terminal, forma parte de la red de Adif y dispone de servicios de pasajeros de Media Distancia operados por Renfe. 
Históricamente, Tortosa constituyó una importante estación ferroviaria por su posición geográfica y la relevancia del municipio al que sirve. Durante muchos años también fue un nudo ferroviario en el que enlazaban las líneas Valencia-Tarragona y La Puebla de Híjar-Tortosa, razón por la cual la estación concentraba un considerable tráfico de pasajeros y mercancías. Su importancia ha decrecido en los últimos tiempos, tras la apertura en 1996 de una nueva variante del Ebro para la línea Valencia-Tarragona, hecho que supuso que la estación de Tortosa quedase desconectada de este trazado. 

## Situación ferroviaria
La estación está situada a 12,50 metros de altitud y forma parte de la línea férrea de ancho ibérico Tortosa-Amposta, punto kilométrico 192,5. Este kilometraje en realidad se corresponde con el trazado histórico de la línea Valencia-Tarragona, que hasta 1996 contaba con una parada en Tortosa. 
Entre 1941 y 1973 también formó parte de la línea La Puebla de Híjar-Tortosa, que en la actualidad se encuentra desmantelada.

## Historia
La estación fue inaugurada el 19 de marzo de 1867 con la apertura del tramo Ulldecona-Tortosa de la línea que pretendía unir Valencia con Tarragona. Las obras corrieron a cargo de la Sociedad de los Ferrocarriles de Almansa a Valencia y Tarragona (AVT) que previamente y bajo otros nombres había logrado unir Valencia con Almansa. La principal dificultad del tramo vino por la necesidad de encontrar el lugar más adecuado para cruzar el río Ebro construyendo el consiguiente puente. Si bien el trazado inicial no incluía a Tortosa —y optaba por superar el Ebro cerca de Amposta—, finalmente se impuso otro trazado propuesto por el ingeniero Jefe de la División de Ferrocarriles que incluía un incómodo bucle que sí llegaba a la ciudad. En 1889 la muerte de José Campo Pérez, principal impulsor de AVT, abocó la misma a una fusión con la compañía «Norte», que pasó a hacerse con el control de las instalaciones.

### Bajo RENFE y Adif
En 1941, tras la nacionalización del ferrocarril en España la estación pasó a ser gestionada por la recién creada RENFE. Ese mismo año la compañía puso en funcionamiento el tramo Tortosa-Prat de Compte de la futura línea La Puebla de Híjar-San Carlos de la Rápita, que enlazaba con la línea Valencia-Tarragona a través de la cercana estación de Tortosa-Ferrerías (situada al otro lado del Ebro). Sin embargo, este ferrocarril nunca sería completado en su tramo final y su recorrido finalizaba en Tortosa. Finalmente, la línea sería cerrada en 1973, tras haber experimentado un fuerte declive en el tráfico de pasajeros y mercancías. Por otro lado, RENFE electrificó una parte de las vías del complejo ferroviario de Tortosa durante la década de 1970.  
De cara a la construcción del llamado Corredor Mediterráneo, en 1996 se abrió la variante del Ebro de la línea Valencia-Tarragona que no hizo más que recuperar la propuesta inicial que evitaba el largo bucle de Tortosa. Su construcción tuvo importantes consecuencias para Tortosa, ya que el antiguo trazado quedó fuera de servicio; poco después el tramo Santa Bárbara-Tortosa, situado al otro lado del río Ebro, fue clausurado y desmantelado. A partir de entonces la estación pasó a ser de carácter terminal únicamente accesible desde un ramal situado cerca de Amposta que solo usan los trenes de Media Distancia con parada en la propia estación. Desde enero de 2005, tras la extinción de RENFE, Adif es la titular de las instalaciones ferroviarias mientras que Renfe Operadora explota la línea.

## La estación

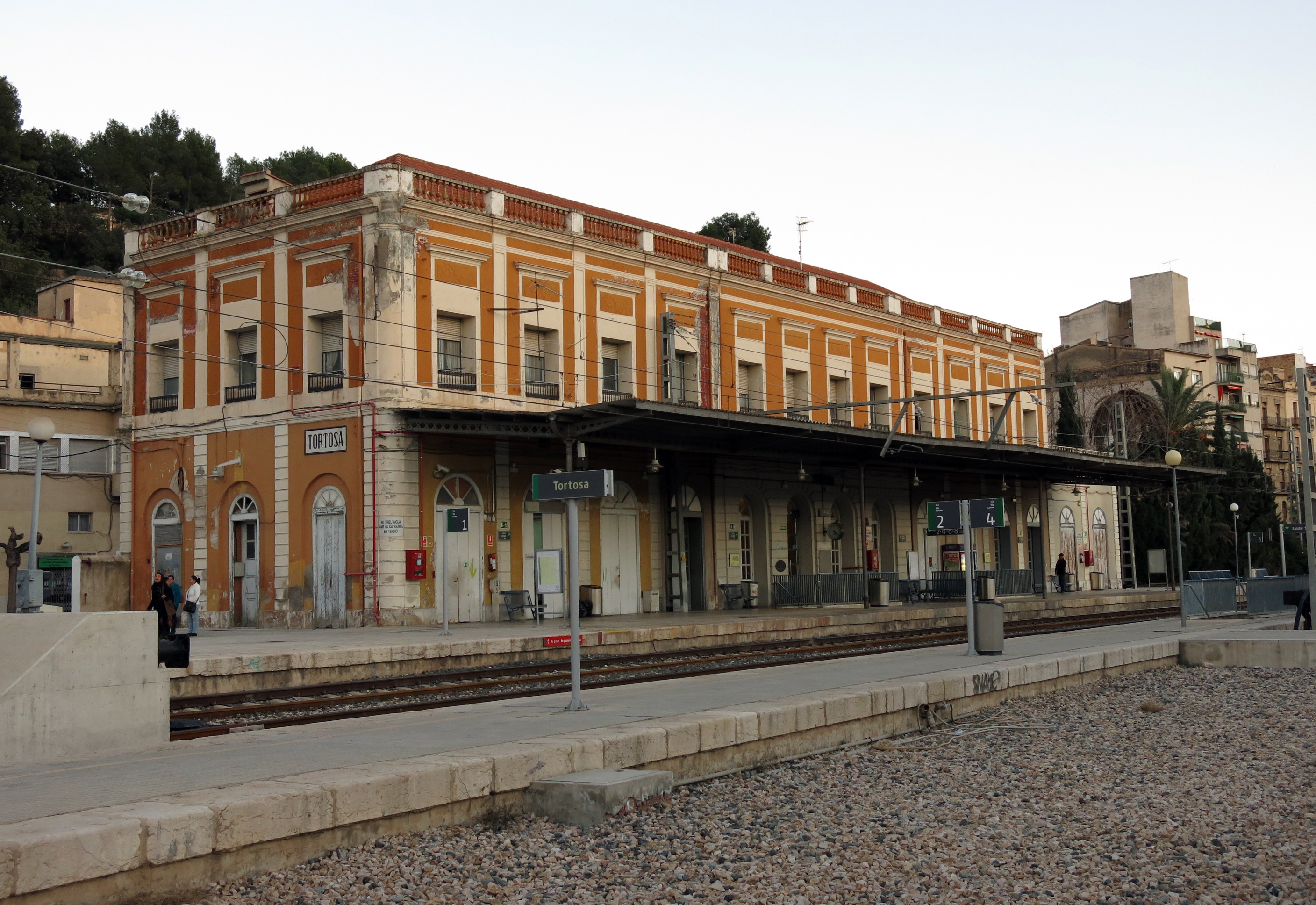
Vista de la estación, en 2014.

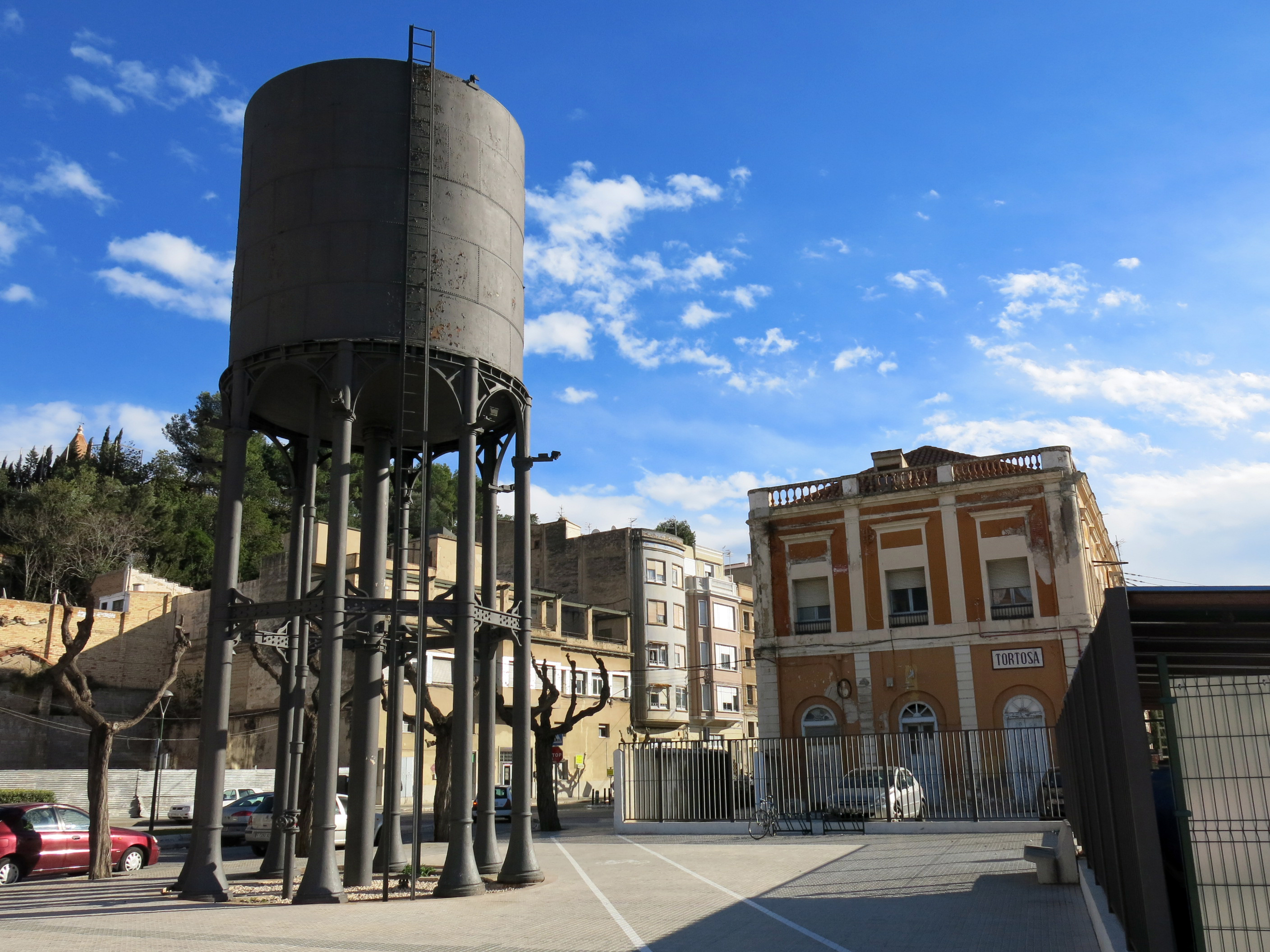
Antiguo depósito de agua.

Se encuentra situada en la calle de Francisco Vicente García, en la orilla derecha del río Ebro. El edificio para viajeros es una amplia estructura de planta rectangular, dos alturas y diseño clásico con disposición lateral a las vías. Cuenta con tres andenes, uno lateral y dos centrales y un total de diez vías. De ellas, dos son muertas. Las instalaciones se completan con muelles de carga, almacenes y depósitos de aguas que carecen de uso. Antiguamente la estación también dispuso de una reserva de locomotoras, con cocheras y una placa giratoria para invertir el sentido de marcha de las locomotoras de vapor.

## Servicios ferroviarios

### Media Distancia
Los trenes de Media Distancia operadores por Renfe enlazan la ciudad con Valencia, Barcelona y Tarragona. 
| Línea MD | Trenes                           | Origen/Destino |  | Destino/Origen     | Equivalente Rodalies de Catalunya |
| -------- | -------------------------------- | -------------- |  | ------------------ | --------------------------------- |
| 32       | Regional Exprés Catalunya Exprés | Terminal       |  | Barcelona          |                                   |
| 50       | Regional Regional Exprés         | Valencia-Norte |  | Terminal Barcelona |                                   |
|          | Avant                            | Terminal       |  | Barcelona Sants    |                                   |